# Oncocnemis mackiei
Oncocnemis mackiei là một loài bướm đêm trong họ Noctuidae.